# Dole (Ngaoui)
Pour les articles homonymes, voir Dole.
Dole est un village de la commune de Ngaoui situé dans la région de l'Adamaoua et le département du Mbéré au Cameroun.

## Population
En 1967, Dole comptait 89 habitants, principalement Gbaya. Lors du recensement de 2005, 190 personnes y ont été dénombrées.